# NGC 6773
NGC 6773 este o galaxie situată în constelația Vulturul. A fost descoperită în 13 august 1830 de către John Herschel.